# ドンゴラ
ドンゴラ（アラビア語: دنقلا、Dongola）は、スーダンの都市。人口13473人（2010年）。スーダン北部、ナイル川の河畔に位置し、北部州の州都である。80km上流には、かつてマクリア王国の首都であったオールド・ドンゴラがある。ドンゴラは小さな街であるが多文化が混ざり合う町であり、アメリカ合衆国のイリノイ州ドンゴラ村をはじめとするいくつかの町の名の由来となっている。街にはドンゴラ空港や、公立大学であるドンゴラ大学がある.。
ドンゴラは古くから上ヌビア地方の中心地であり、マクリア時代からイスラム教化された時代までの多くの遺跡が存在している。ドンゴラはマクリア王国領となったのち、1820年に北のエジプトのムハンマド・アリーの侵略を受け、エジプト領スーダンの一部となった。1884年から1885年にかけて、マフディーの乱において南のハルツームに孤立したイギリス軍のチャールズ・ゴードンを救出するための援軍がドンゴラを通過した。この連隊はナイル川をボートでさかのぼっていったため、これにちなんでやがてロンドンのテムズ川でおこなわれるようになったレガッタ競争のうちのひとつにドンゴラ・レースの名がつけられた。

## 気候

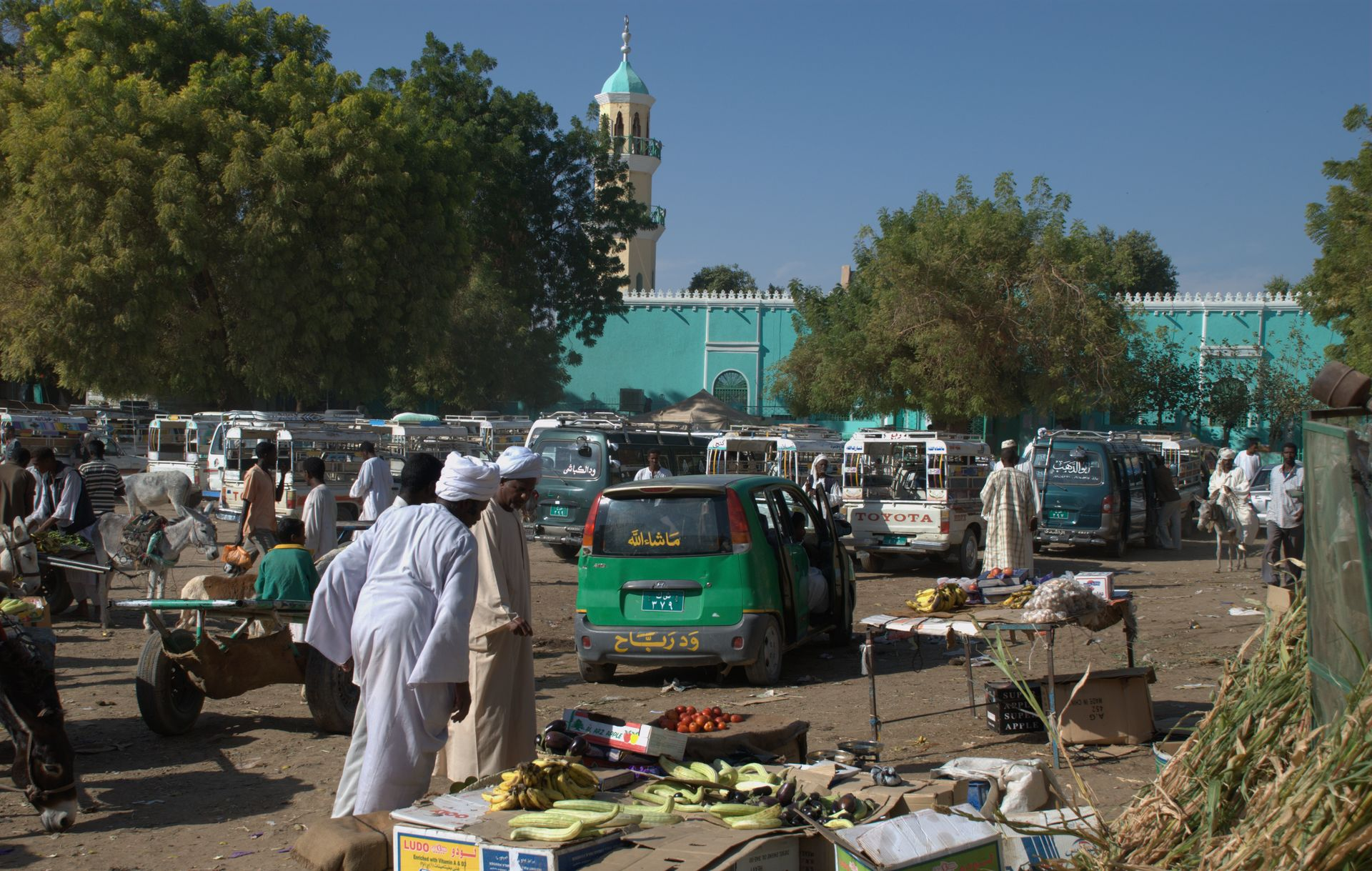
ドンゴラの市場

| 訳                 |   |          |
| ドイツ語:          |   | 日本語:  |
| Jahresmittel       | = | 平均気温 |
| Niederschlagssumme | = | 降水量   |